# Survival International
Survival International és una organització pels drets humans, formada l'any 1969, i que fa campanya pels drets dels pobles indígenes tribals i dels pobles aïllats.
Les campanyes de l'organització se centren generalment en els desitjos dels pobles tribals a conservar les seves terres ancestrals. Survival International anomena aquests pobles "alguns dels més vulnerables a la terra", i té com a objectiu l'erradicació del que anomena "conceptes erronis" que s'utilitzen per justificar violacions dels drets humans. També té com a objectiu donar a conèixer els riscos percebuts als quals les tribus s'enfronten a partir de les accions de les empreses i els governs. Survival International es guia pel principi que les formes tribals de la vida no són deficients, i que de fet són desitjables i s'han de mantenir.
Survival International està en associació amb el Departament d'Informació Pública (DPI) de les Nacions Unides i té un caràcter consultiu per al Consell Econòmic i Social de les Nacions Unides (ECOSOC). Per garantir la llibertat d'acció, Survival no accepta fons governamentals. És membre fundador i una organització signant de la Carta de Responsabilitats de les Organitzacions no governamentals internacionals. Survival compta amb oficines a Amsterdam, Berlín, Londres, Madrid, Milà, París i San Francisco.

## Criticisme
Aquesta postura ha provocat crítiques d'alguns sectors, entre els quals Ian Khama —president de Botswana— que afirma que Survival International "els està negant, i especialment als seus infants, l'oportunitat de créixer amb el que és la forma de vida habitual", obligant els pobles indígenes a mantenir "una forma molt endarrerida de la vida".